# O Conformista
O Conformista  (Il conformista em italiano / Le conformiste em francês / Der Konformist em alemão) é filme italiano, francês e alemão ocidental de 1970, escrito e dirigido por Bernardo Bertolucci. O roteiro foi adaptado do romance homônimo de Alberto Moravia.

## Sinopse
Na Itália fascista (1938), Marcello aceita trabalhar para o ditador Mussolini. Ao aproximar-se de uma jovem do regime, consolida sua situação conformista. Em uma viagem à Paris recebe a missão de assassinar seu antigo professor, em defesa do fascismo.

## Elenco
- Jean-Louis Trintignant.... Marcello Clerici
- Stefania Sandrelli.... Giulia
- Gastone Moschin.... Manganiello
- Enzo Tarascio.... professor Quadri
- Fosco Giachetti.... il colonnello
- José Quaglio.... Italo
- Dominique Sanda.... Anna Quadri
- Pierre Clémenti.... Lino
- Yvonne Sanson.... mãe de Giulia
- Milly.... mãe de Marcello
- Giuseppe Addobbati.... pai de Marcello
- Christian Aligny.... Raoul

## Principais prêmios e indicações
Festival de Berlim 1970 (Alemanha)
- Ganhou os prêmios Especial dos Jornalistas e Interfilm - Recomendação.
- Indicado ao Urso de Ouro (melhor filme).

Prêmio David di Donatello 1971 (Itália)
- Venceu na categoria de melhor filme.

Oscar 1972 (EUA)
- Indicado na categoria de melhor roteiro adaptado.

Globo de Ouro 1972 (EUA)
- Indicado na categoria de mehor filme estrangeiro.

Prêmio da Associação Nacional dos Críticos de Cinema 1972 (EUA)
- Venceu nas categorias de melhor diretor e melhor fotografia (Vittorio Storaro).